# Plagiosiphon gabonensis
Plagiosiphon gabonensis é uma espécie vegetal da família Fabaceae.
Apenas pode ser encontrada no Gabão.